# Binjamin Minc
Binjamin Minc (hebr.: בנימין מינץ, ang.: Binyamin Mintz, Benjamin Mintz, ur. 12 stycznia 1903 w Łodzi, zm. 30 maja 1961) – izraelski polityk, w latach 1960–1961 minister usług pocztowych, w latach 1949–1961 poseł do Knesetu z list Zjednoczonego Frontu Religijnego, Po’alej Agudat Jisra’el i Religijnego Frontu Tory.
W wyborach parlamentarnych w 1949 po raz pierwszy dostał się do izraelskiego parlamentu. Zasiadał w Knesetach I, II, III i IV kadencji. Zmarł 30 maja 1961 podczas pełnienia funkcji posła i ministra, mandat poselski objął po nim Szelomo-Ja’akow Gross.